# Перри (округ, Миссисипи)
Округ Перри (англ. Perry County) — округ штата Миссисипи, США. Население округа на 2000 год составляло 12138 человек. Административный центр округа — город Нью-Огаста.

## История
Округ Перри основан в 1820 году.

## География
Округ занимает площадь 1675.7 км2.

## Демография
Согласно переписи населения 2000 года, в округе Перри проживало 12138 человек (данные Бюро переписи населения США). Плотность населения составляла 7.2 человек на квадратный километр.